# Боевая разведывательная машина

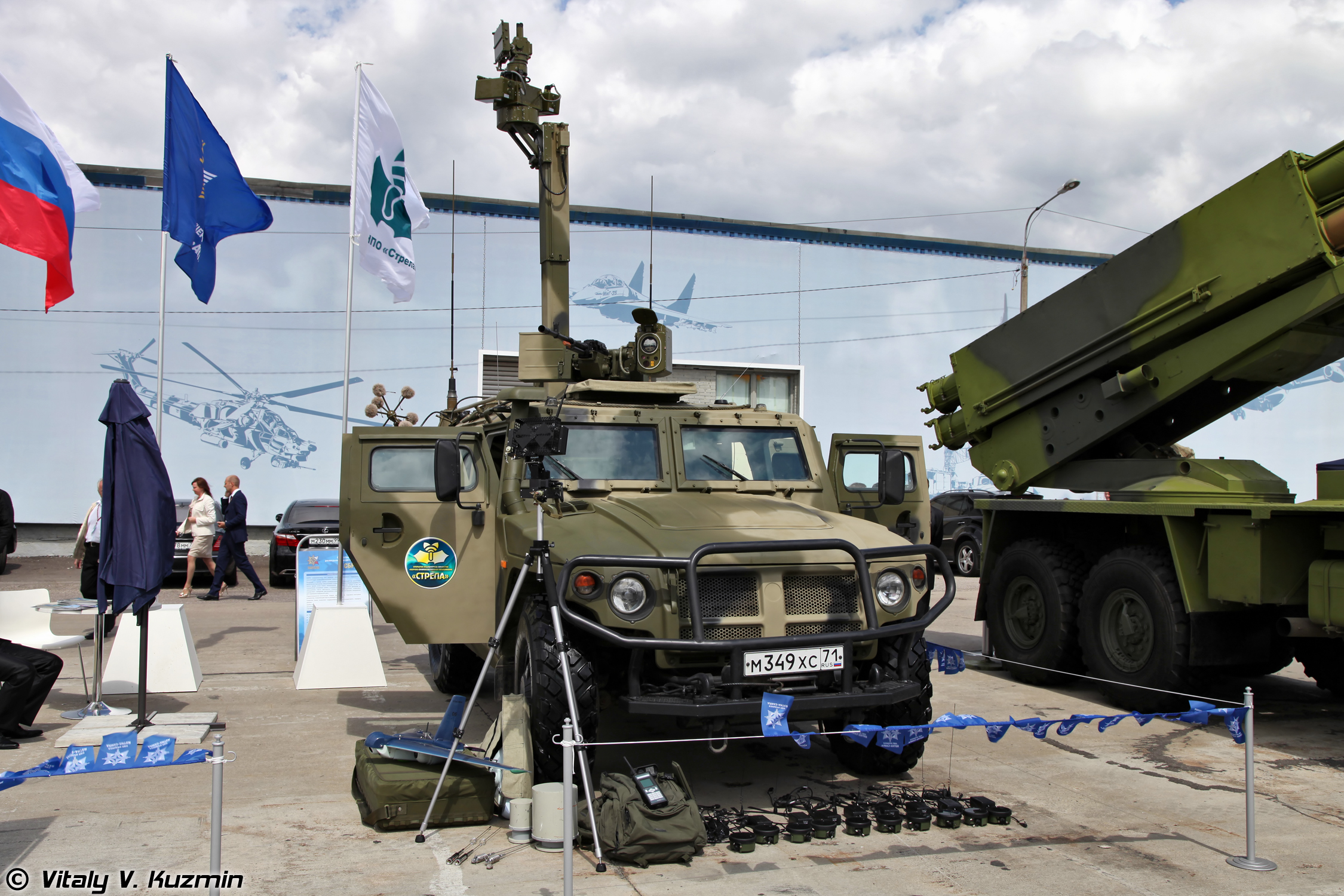
Боевая разведывательная машина СБРМ.

Боевая разведывательная машина (БРМ) — гусеничная или колёсная бронированная машина разведывательных частей и подразделений, основной задачей которой является ведение войсковой разведки. 
Кроме того, в задачи БРМ входит непосредственное, боевое, походное и сторожевое охранения войск, осуществление рекогносцировки, ориентирования, а также борьба с разведывательно-диверсионными группами и огневыми средствами противника.

## Описание
Тяжеловооружённые (с пушками калибра 75 миллиметров и более) БРМ в дополнение к своим обычным задачам привлекаются также для огневой поддержки стрелков (пехоты), а при благоприятных обстоятельствах (или, наоборот, в критической ситуации) могут быть использованы вместо танков.
БРМ обычно входят в состав разведывательных подразделений батальонов, полков, бригад, дивизий и армейских корпусов сухопутных войск, береговых войск/войск береговой обороны и морской пехоты. Высшей тактической единицей, укомплектованной только БРМ, обычно является рота/эскадрон.
В качестве БРМ используются как машины специальной разработки (часто такие БРМ также классифицируют как бронеавтомобили или БМТВ), так и разработанные на базе стандартных БМП (например, БРМ-3К «Рысь», представляющая собой модификацию БМП-3).
В вооружённых силах государств на территории бывшего СССР колёсные БРМ специальной разработки традиционно называют бронированными разведывательно-дозорными машинами (БРДМ). Примерами могут служить советская БРДМ-2 или белорусская - БРДМ 2Т «Сталкер».

## Оборудование
Современные БРМ служат в качестве шасси для разнообразного оборудования. БРМ оснащаются тепловизорами, средствами РЛС-разведки, приборами радиационной, химической и биологической разведки; детекторами облучения лазерными, инфракрасными и радиолокационными средствами; малыми беспилотниками. Также могут применяться радиопеленгационные, оптические (видеокамеры высокого разрешения), акустические средства. Воедино всё это оборудование связывает бортовая информационно-управляющая система (БИУС).

## Галерея

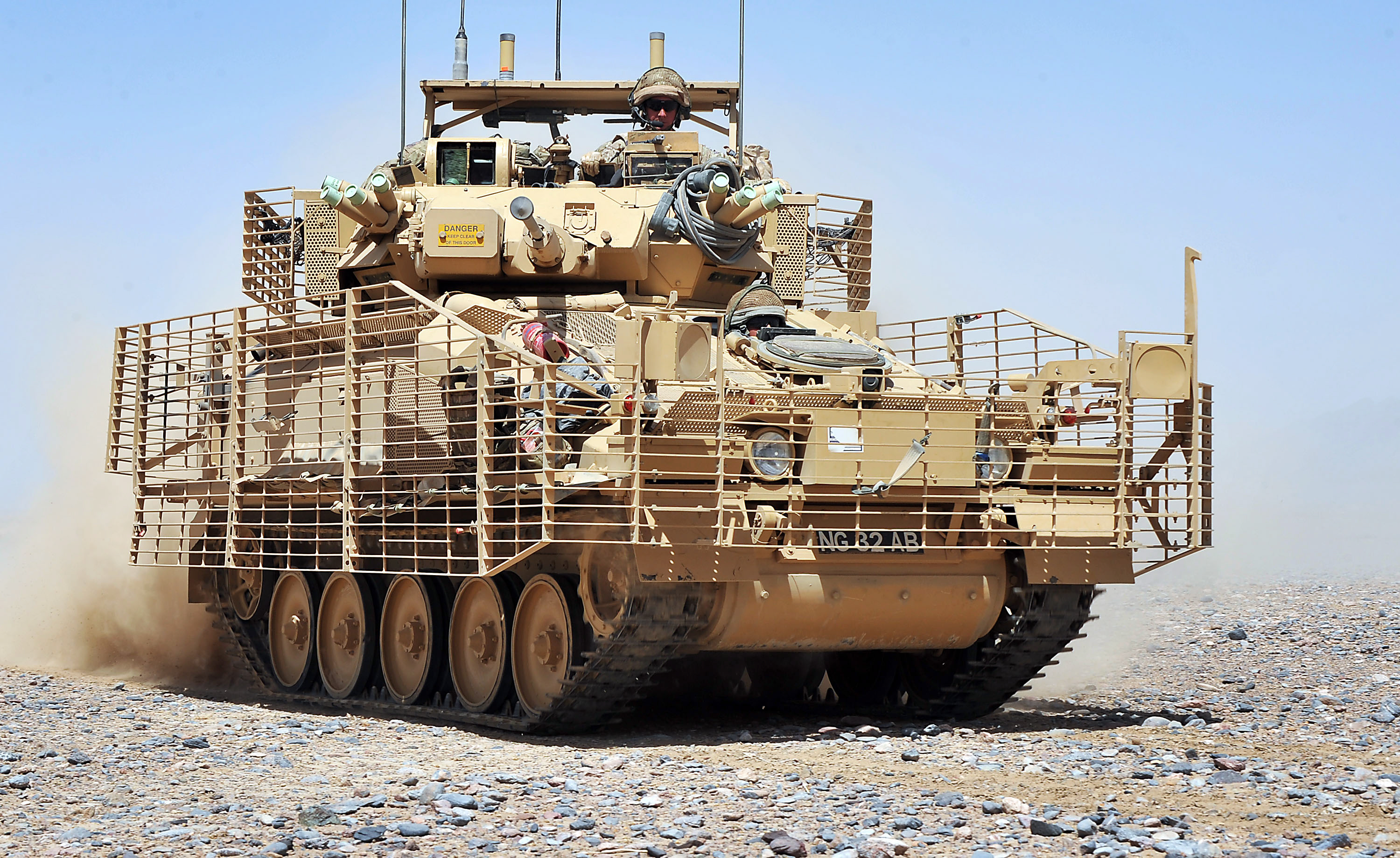
FV107 Scimitar
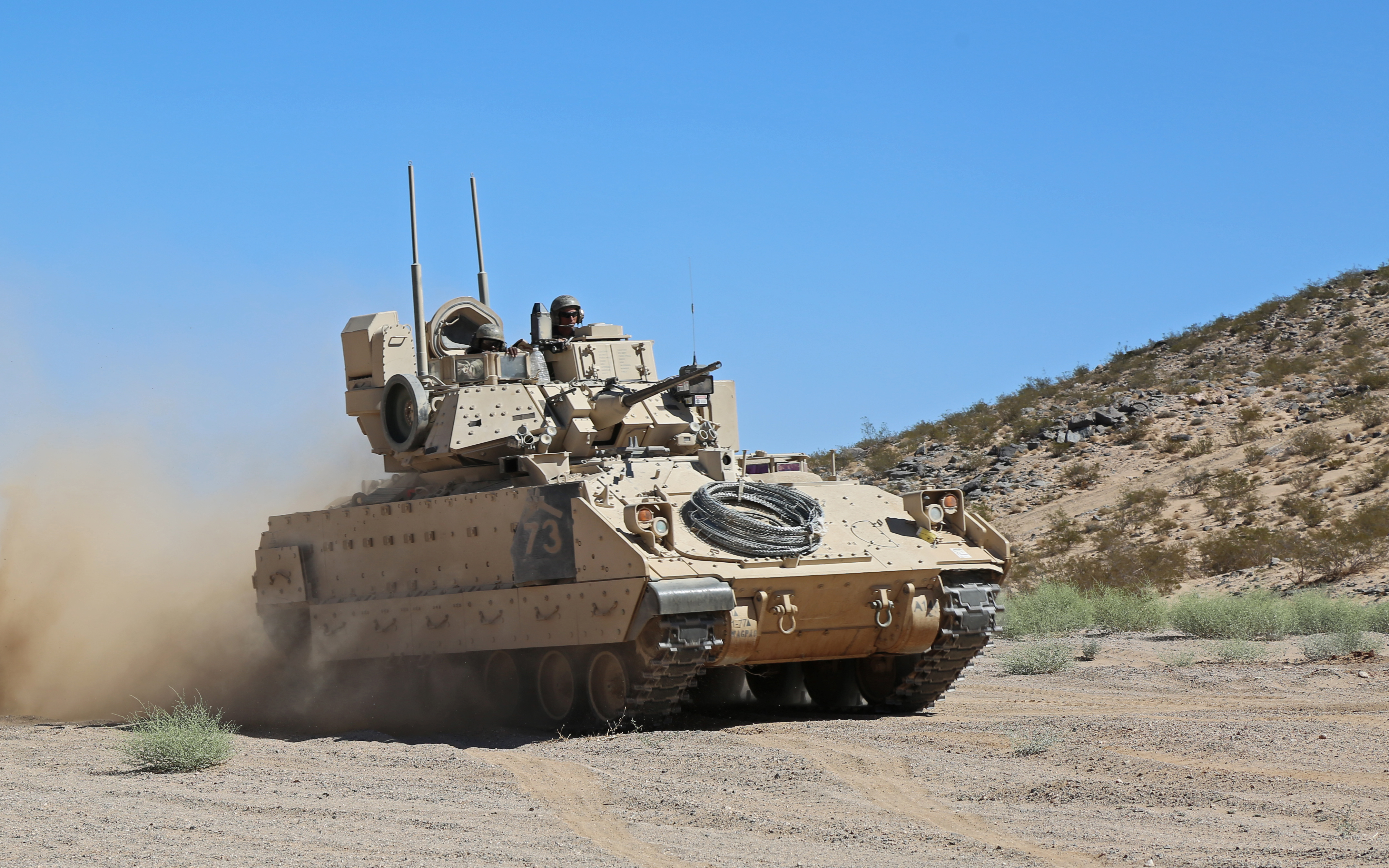
M3 Bradley
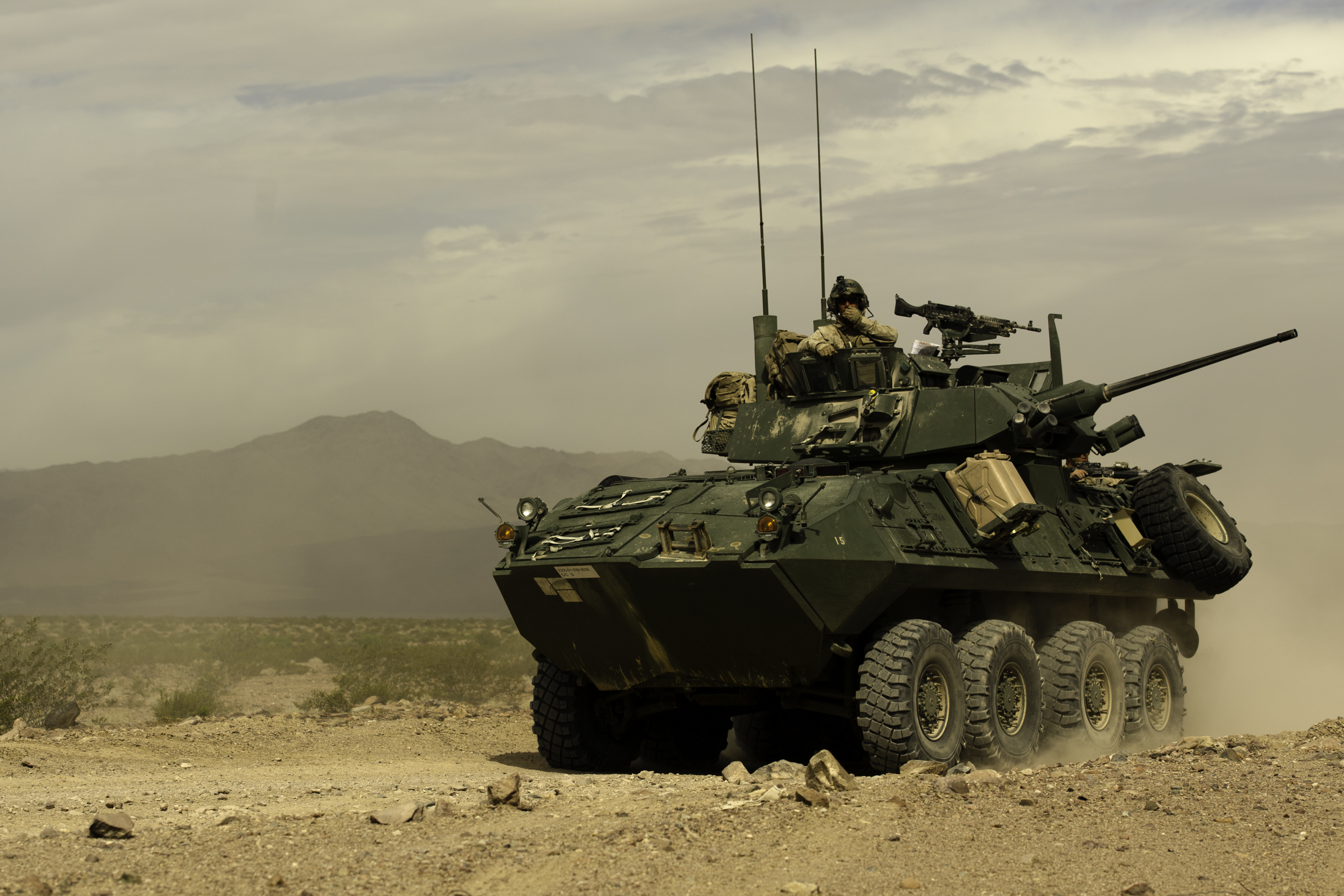
LAV-25
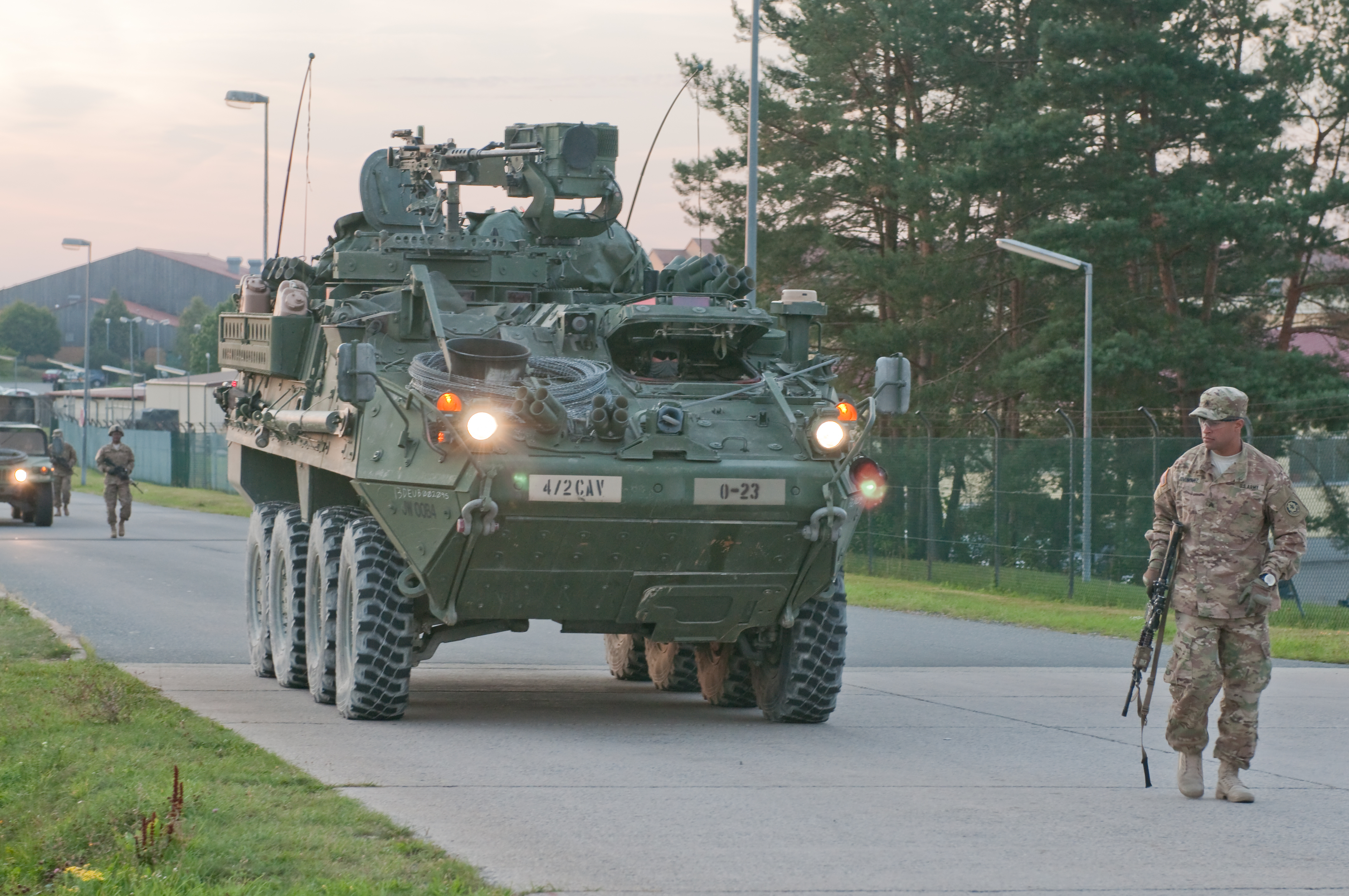
M1127 Stryker RV
- БРМ-1КМ
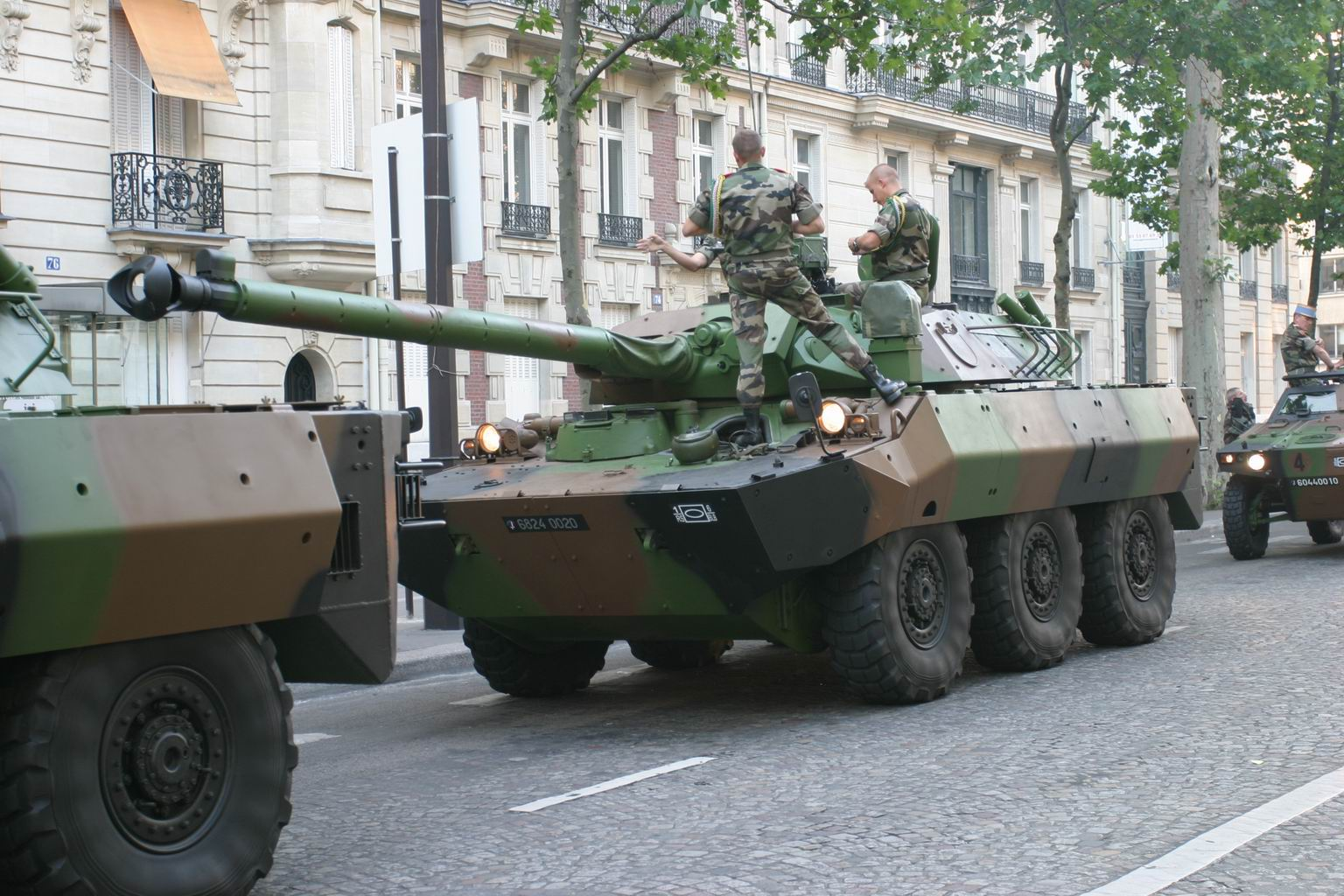
AMX-10RC
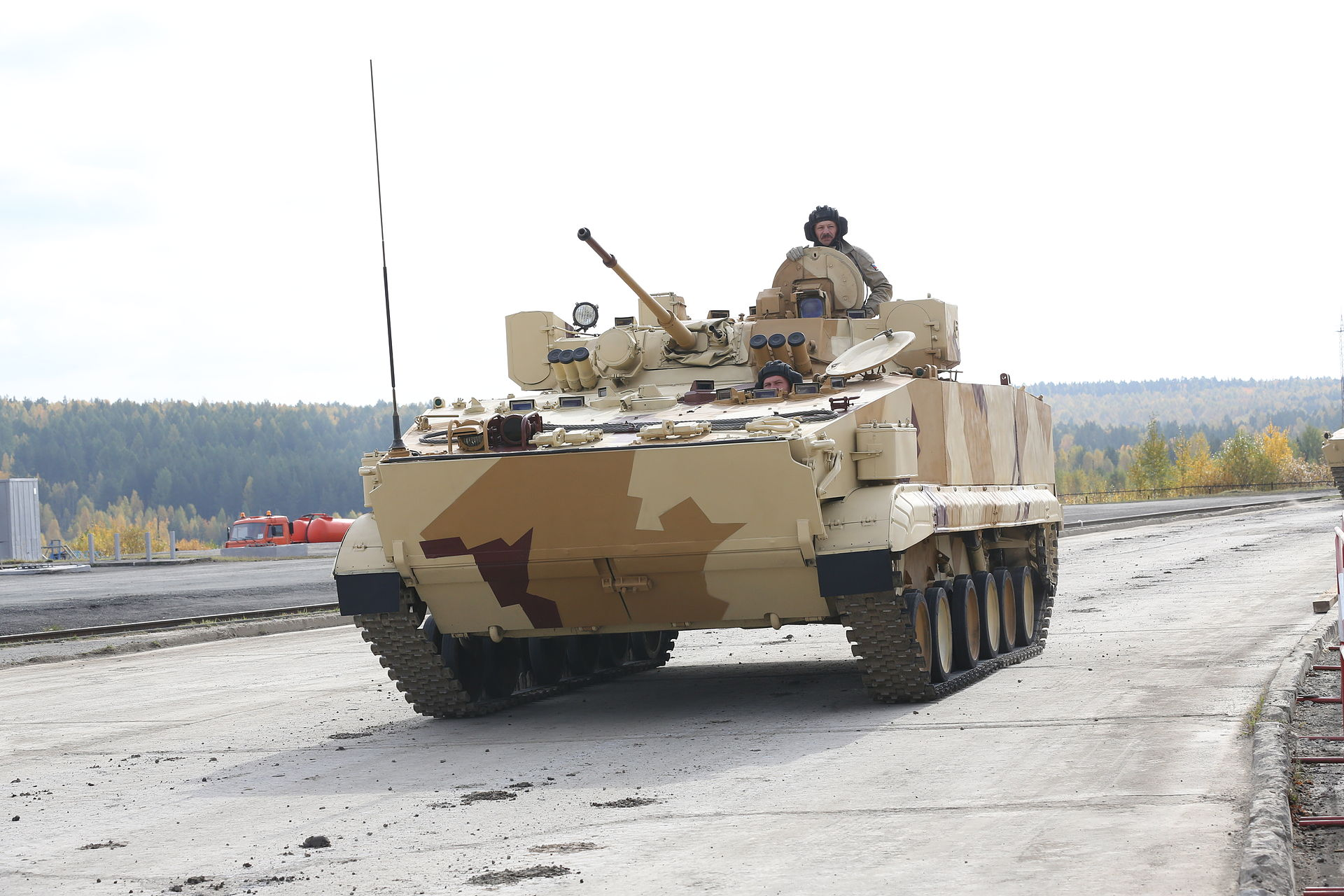
БРМ-3К
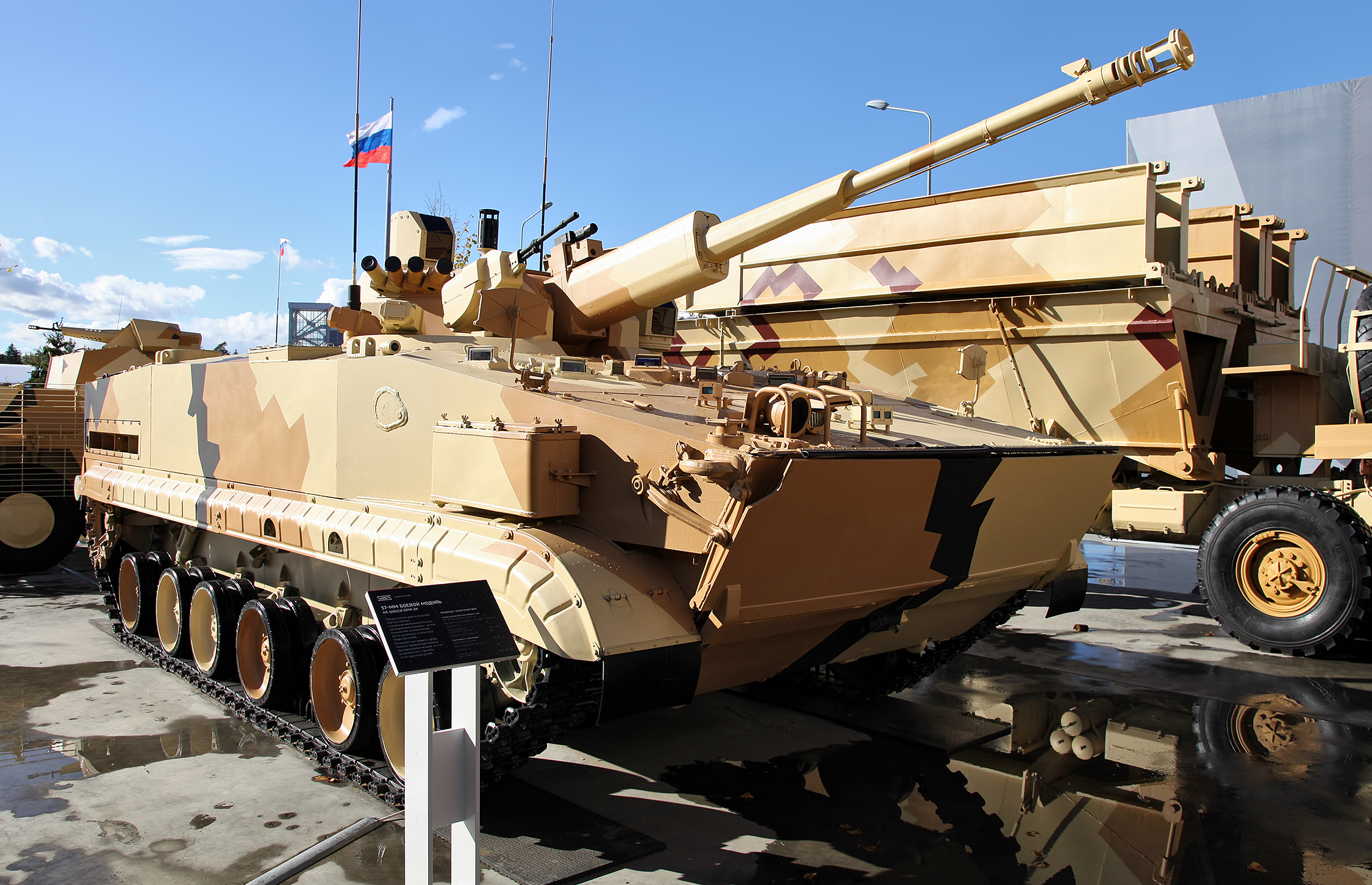
БРМ-3К с модулем АУ-220М
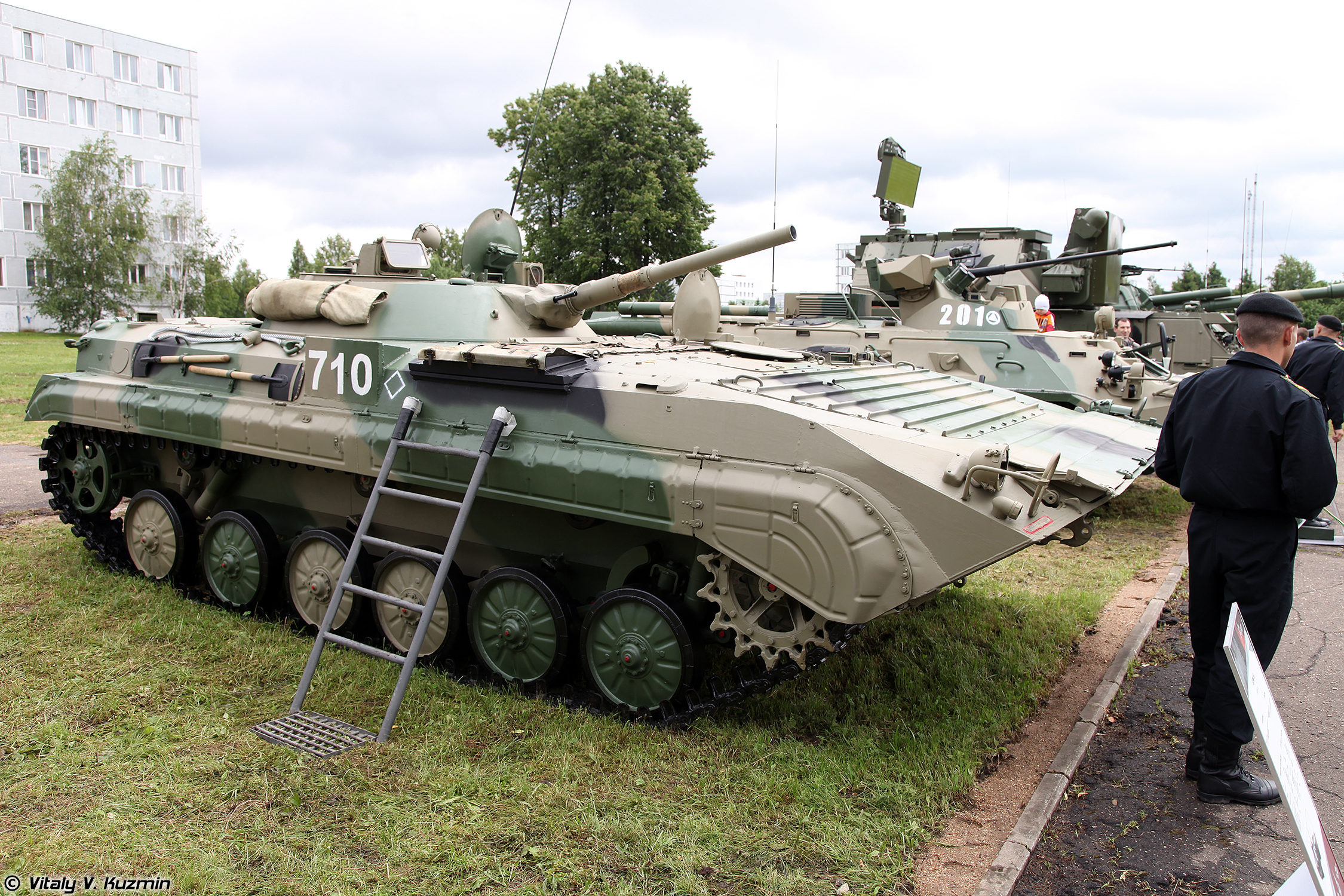
БРМ-1К
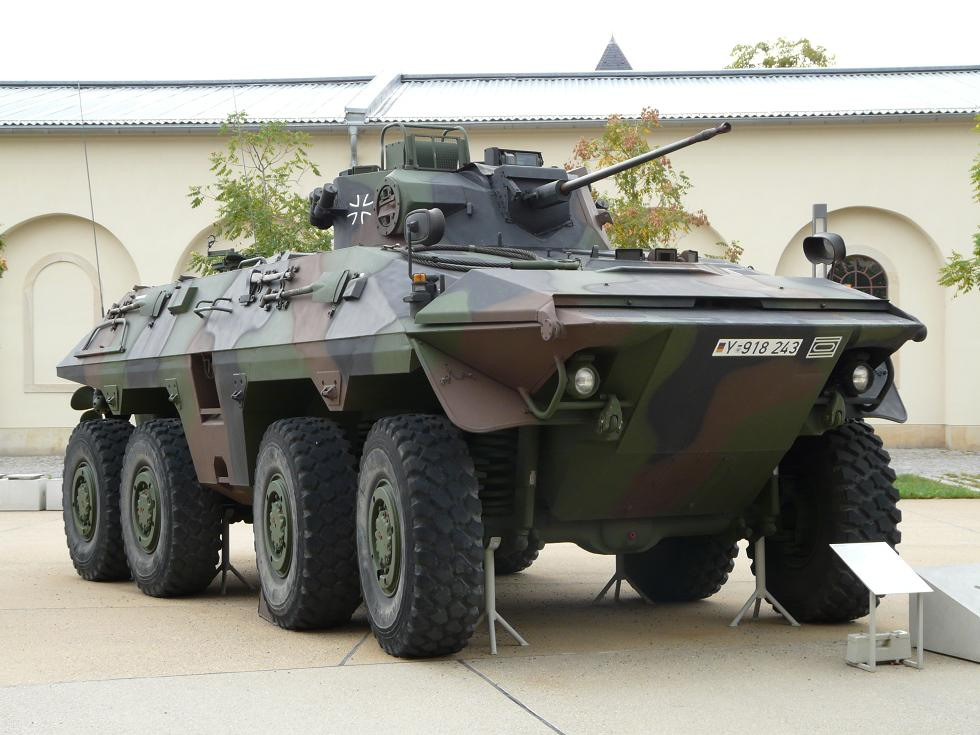
SpPz 2 Luchs
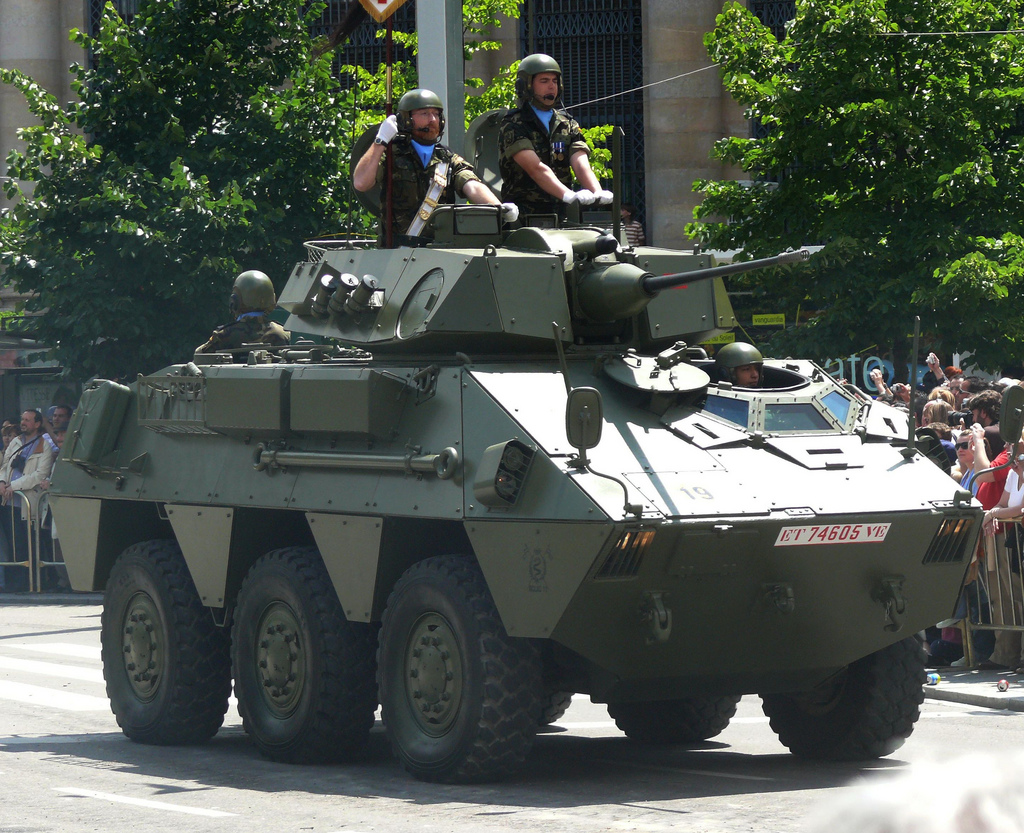
VEC-M1